# Mexikói gólyatöcs
A mexikói gólyatöcs (feketenyakú gólyatöcs, Himantopus mexicanus) a madarak osztályának lilealakúak (Charadriiformes) rendjébe, ezen belül a gulipánfélék (Recurvirostridae) családjába tartozó faj.
Egyes rendszerbesorolások a  gólyatöcs alfajaként sorolják be Himantopus himantopus mexicanus néven.

## Származása, elterjedése
Kanadától Közép-Amerikán keresztül, Brazília déli részéig honos. Sekély édes- és brakkvizek, és lagunák lakója. Az északi részekről délre vonulnak.

## Megjelenése, felépítése
Átlagos testhossza 35 centiméter.  Hosszú csőrűk és lábuk van, egész megjelenésük karcsú, hegyes szárnyakkal rendelkezik.
|  |  |

## Életmódja, élőhelye
Hosszú lábaival az édes vagy enyhén sós, sekély vízben lépegetve keresi rovarokból, rákokból és lárvákból álló táplálékát.

### Szaporodása
A talajra rakott növényi részekből építi fészkét.